# Route nationale 671
Die Route nationale 671, kurz N 671 oder RN 671, war eine französische Nationalstraße, die zwischen einer Kreuzung mit der ehemaligen Nationalstraße 136 östlich von Bordeaux und Sauveterre-de-Guyenne verlief. Ihre Länge betrug 34 Kilometer.